# Busserolles
Busserolles (trong tiếng Occitan Bussairòla) là một xã của Pháp, nằm ở tỉnh Dordogne trong vùng Aquitaine của Pháp. Xã này có diện tích 32,46 km2, dân số năm 2004 là 540 người. Xã nằm ở khu vực có độ cao trung bình 156 m trên mực nước biển. ==Hành chính==
| Danh sách các xã trưởng                |             |                |      |              |
| Giai đoạn                              | Giai đoạn   | Tên            | Đảng | Tư cách      |
| 1995                                   | đương nhiệm | Guy Beauzetier | UMP  | nhà nông học |
| Tất cả các dữ liệu trước đây không rõ. |             |                |      |              |

## Thông tin nhân khẩu
| Năm    | 1962 | 1968 | 1975 | 1982 | 1990 | 1999 | 2004 |
| ------ | ---- | ---- | ---- | ---- | ---- | ---- | ---- |
| Dân số | 941  | 818  | 728  | 616  | 569  | 507  | 540  |